# Odruch przedsionkowo-oczny
Odruch przedsionkowo-oczny zaliczany jest do odruchów bezwarunkowych. Odruch ten polega na powolnym ruchu gałek ocznych w przeciwnym kierunku do kierunku obracania głowy lub całego ciała. Umożliwia to prawidłowe ustawienie osi optycznych oczu i widzenie dwuoczne. Na przykład: patrząc na obiekt przed sobą i skręcając głowę w lewo odruch przedsionkowo-oczny powoduje obrót gałek ocznych w prawo (względem głowy) kompensujący jej ruch, dzięki czemu wzrok nadal jest skupiony na tym samym obiekcie.
Zgodnie z pierwszym prawem Ewalda ruchy gałek ocznych kompensujące przyspieszenia kątowe głowy powstają na skutek asymetrycznie generowanych pobudzeń w odpowiadających kanałach półkolistych.

Przeczytaj ostrzeżenie dotyczące informacji medycznych i pokrewnych zamieszczonych w Wikipedii.